# Aj-Petri
Aj-Petri (ukrajinsky Ай-Петрі, rusky Ай-Петри, krymskou tatarštinou Ay Petri) je hora na Krymu, vysoká 1234 m n. m. Hora je tvořena vápencem, který eroze zformovala do mnoha bizarních útvarů. Vrcholové partie se vyznačují častými mlhami, průměrné srážky zde přesahují 1000 mm ročně, vítr vane 125 dní v roce a dosahuje rychlosti až 50 m/s. Na svazích rostou dubové, bukové a borové lesy, památným stromem je tisíciletý tis červený. Nachází se zde i ledová jeskyně Triglazka a vodopád Učan-Su. Aj-Petri leží na území Jaltské horsko–lesní přírodní rezervace.
Název hory pochází z řeckého Άγιος Πέτρος (svatý Petr). Nejbližším městem je Alupka, odkud vede na vrchol kabinová lanovka. Hora je vyhledávána pro výhled na jihovýchodní pobřeží Krymského poloostrova, byly zde vybudovány visuté lávky mezi skalami, provozuje se cyklistika, lyžování, horolezectví i paragliding.